# DM V - Dream Mixes V
DM V - Dream Mixes V es el quincuagésimo tercer álbum de estudio del grupo alemán de música electrónica Tangerine Dream. Publicado en marzo de 2010 por los sellos Moonpop y Eastgate se trata de la quinta y última entrega de la serie Dream Mixes un grupo de álbumes que reinterpretan en clave de música dance canciones previas del catálogo del grupo.

## Producción
Grabado entre 2009 y 2010 en los estudios Noontide de Berlín y Eastgate de Viena DM V - Dream Mixes V es el quinto y último trabajo de la serie impulsada por Jerome Froese tras The Dream Mixes (1995), TimeSquare: Dream Mixes II (1997), The Past Hundred Moons - Dream Mixes III (2001) y DM 4 - Dream Mixes IV (2003). Aunque Jerome Froese se desvinculó de Tangerine Dream a finales de 2006 en el verano de 2009 volvió a reunirse con su padre Edgar Froese para presentarle trabajos que, por afición, había realizado sobre canciones del grupo. Fruto de esas conversaciones se tomó la determinación de publicar un nuevo, y hasta la fecha último, álbum de la serie Dream Mixes que vio la luz en los sellos Moonpop, propiedad de Jerome, y Eastgate, propiedad de Edgar.

"Hablando claro DM V ya no se enfoca en la pista de baile o hacia un estilo vertiginoso. Es más bien una cuestión de estados de ánimo, sonidos y sentidos con una actitud despreocupada (...pero, por supuesto, hay algunas excepciones)"
Jerome Froese (2010) 

La selección de canciones se basa en composiciones realizadas originalmente entre los años 1970 y 1989 cuando en Tangerine Dream se encontraban como intérpretes y músicos Edgar Froese, Christopher Franke, Peter Baumann, Johannes Schmoelling y Paul Haslinger. La excepción es la canción «Mombasa (Touareg Remix)», originalmente compuesta en solitario por Edgar Froese, presentada por primera vez en la compilación Booster III (2009).
«The Return Of The Time» es una revisión de uno de los fragmentos que integran la primera parte de Rubycon (1975). «Flow Paths» se incluyó originalmente en Exit (1981). «Scope Of Mind» es la remezcla de la primera sección de la canción «Horizon» incluida en el álbum en vivo Poland (1984). «Meshwork» se presentó por primera vez en la banda sonora Das Mädchen Auf Der Treppe (1982). «Code To Zero» es una de las composiciones más conocidas de White Eagle (1982) que en ese álbum se denominaba «Midnight In Thula». «Polar Circles» se incluyó, con el título «Running Out Of Time», en la banda sonora de la película Miracle Mile (1989). «Alien Sitcom» se presentó originalmente, bajo el título de «Mojave End Title», en la banda sonora de la película de ciencia ficción Wavelength (1983). «Hinterland» es la remezcla de la cuarta sección de la canción «Horizon» incluida en el álbum en vivo Poland (1984).

## Lista de temas
| N.º   | Título                                                                                       | Escritor(es)                                         | Duración |  |
| 1.    | «The Return Of The Time» (Basada en la canción «Rubycon, Part One» del álbum Rubycon)        | Edgar Froese Christopher Franke Peter Baumann        | 7:47     |  |
| 2.    | «Flow Paths» (Basada en la canción «Exit» del álbum Exit)                                    | Edgar Froese Christopher Franke Johannes Schmoelling | 7:19     |  |
| 3.    | «Scope Of Mind» (Basada en la canción «Horizon» del álbum en vivo Poland)                    | Edgar Froese Christopher Franke Johannes Schmoelling | 6:59     |  |
| 4.    | «Meshwork» (Basada en la canción «Flock» de la banda sonora Das Mädchen auf der Treppe)      | Edgar Froese Christopher Franke Johannes Schmoelling | 6:11     |  |
| 5.    | «Code To Zero» (Basada en la canción «Midnight In Thula» del álbum White Eagle)              | Edgar Froese Christopher Franke Johannes Schmoelling | 5:59     |  |
| 6.    | «Polar Circles» (Basada en la canción «Running Out Of Time» de la banda sonora Miracle Mile) | Edgar Froese Paul Haslinger                          | 6:05     |  |
| 7.    | «Alien Sitcom» (Basada en la canción «Mojave End Title» de la banda sonora Wavelenght)       | Edgar Froese Christopher Franke Johannes Schmoelling | 7:31     |  |
| 8.    | «Hinterland» (Basada en la canción «Horizon» del álbum en vivo Poland)                       | Edgar Froese Christopher Franke Johannes Schmoelling | 6:34     |  |
| 9.    | «Mombasa (Touareg Remix)» (Incluida en el álbum Booster III)                                 | Edgar Froese                                         | 9:44     |  |
| 64:04 |                                                                                              |                                                      |          |  |

## Personal
- Edgar Froese - intérprete y producción
- Jerome Froese - intérprete, producción y diseño de portada
- Harald Pairits - masterización
- Bianca Acquaye - fotografía